# Neunaigen
Neunaigen ist ein Ortsteil der oberpfälzischen Marktgemeinde Wernberg-Köblitz im Landkreis Schwandorf des Regierungsbezirks Oberpfalz im Freistaat Bayern. Zu Neunaigen werden auch die Dörfer Maierhof und Oberndorf sowie der Weiler Schmalhof gezählt.

## Lage und Beschreibung
Neunaigen liegt Luftlinie 18 km südlich von Weiden, 19 km nordöstlich von Amberg und 22 km nördlich von Schwandorf, dem Verwaltungssitz des Landkreises. Damit liegt Neunaigen sehr zentral im Regierungsbezirk Oberpfalz und nur wenige Kilometer vom Autobahnkreuz Oberpfälzer Wald der Bundesautobahn A6 sowie Bundesautobahn A93 entfernt. Regensburg, der Sitz des Regierungsbezirkes, liegt 56 km Luftlinie südlich von Neunaigen. Der Ort liegt südlich der Bundesstraße B 14 und direkt an der Staatsstraße St 2399.
Die Ortschaften sind im weiteren Umfeld durch kleinere und größere Waldgebiete umschlossen. Insbesondere im Norden und Osten Neunaigens schließen sich größere Waldflächen an, die sich teils in Privat- und teils in Staatseigentum befinden. Sowohl Neunaigen als auch Schmalhof, Maierhof und Oberndorf sind von landwirtschaftlichen Nutzflächen umgeben. Die ehemalige Gewannstruktur der Felder ist heute in Teilen noch erkennbar, auf Grund von Flurbereinigung bzw. Verpachtungen jedoch nur noch bedingt ausgeprägt. Die Dörfer selbst sind durch unregelmäßige Grundstücksgrundrisse gekennzeichnet und die Bebauung entsprechend historisch gewachsen.

## Etymologie
Die in einigen früheren forstamtlichen Papieren verwendete Bezeichnung Neuneichen mit der Anspielung auf das umfangreiche Waldgebiet in der Umgebung dürfte wenig tragfähig sein.
Im Ortsnamen zeigt sich der Rechtsausdruck Aigen. Diese Ableitung deckt sich auch für das vergleichbare niederösterreichische Neuaigen, das in den Urkunden erstmals 1301 als Aigen erscheint. Wohl zur Unterscheidung vom dortigen zweiten Ortsnamen Aigen (urkundlich ab 1289/95) prägten sich die dortigen Ortsnamen New Aygen (urkundlich erstmals 1406) und Klain Aygen (1595) aus.
Die Schreibweise des oberpfälzischen Neunaigen hat sich über die Jahrhunderte außer der unterschiedlichen Orientierung am Sprachgebrauch kaum verändert. Für die erste Teilsilbe kommt wohl die Bezeichnung Neu infrage, wenn auch die Zahl Neun nicht ausgeschlossen erscheint.

## Geschichte und Entwicklung

### Geschichte
Die ersten Belege zu Neunaigen finden sich aus der Zeit des Hochmittelalters zwischen dem 11. bis Mitte des 13. Jahrhunderts. Neunaigen lag zu dieser Zeit im Einflussbereich der Diepoldinger im sogenannten Nordgau, aus dem später die obere Pfalz hervorging.
Im Codex Traditionum Monasterii Ensdorf, der eine Sammlung an dokumentierten Rechtsvorgängen darstellt, wird Neunaigen erstmal 1143 als Neunegin erwähnt. Erimbert von Leideratesdorf übereignete in diesem Jahr dem Kloster Ensdorf ein Landgut. Einige Jahre später, 1178, vermachte Pfalzgraf Friedrich dem Kloster ein praedium, d. h. ein Gebäude bzw. eine landwirtschaftliche Liegenschaft, in Neunaigen. Die pfalzgräfliche Präsenz in Neunaigen zeigt sich im Salbuch des Amtes Nabburg aus dem Jahr 1283, wo für Neunaigen 7 Lehen mit 7 Pfund 24 Pfennige Einkünften und ein Hof mit 1/2 Pfund Leistung verzeichnet ist. 1326 besaßen Purchard Schmidgadner und seine Brüder diese Lehen und den Hof pfandweise. Bei der Verleihung der Güter aus dem Jahr 1343 wird erkennbar, dass Purchard Schmidgadner Bürger von Nabburg war. Das Kirchenpatrozinium St. Vitus kann zusammen mit dem gleichen Patrozinium in Schnaittenbach ein Indiz für slawische bzw. böhmische Beziehungen sein.
Auch wenn Neunaigen später wieder mehr oder weniger die Selbständigkeit verlor und Teil der Pfarrei Kemnath wurde, gehört der Ort doch zu den alten Pfarreien. Erstmalig sicher ist Neunaigen, damals Nevndingen, als Pfarrei im Jahr 1326 im ältesten Pfarreienverzeichnis der Diözese Regensburg genannt.
In der ersten Hälfte des 16. Jahrhunderts zog die Reformation in Neunaigen ein. Der evangelische Glaube ist in Kemnath und Neunaigen spätestens für das Jahr 1556 nachgewiesen. Nachdem sich nach dem Einmarsch Herzog Maximilians von Bayern im Jahr 1626 für Neunaigen kein neuer katholischer Pfarrer gefunden hatte, bat noch im selben Jahr die Pfarrgemeinde Neunaigen ausdrücklich darum, mit der Pfarrei Kemnath vereinigt zu werden. Das führte dazu, dass Neunaigen zwar als Pfarrei erhalten blieb, jedoch von Kemnath aus verwaltet wurde. Erst gegen Ende 1912 wurde dem langjährigen Drängen der Neunaigener zur Wiedererrichtung einer eigenständigen Seelsorgeeinheit, nun einer Expositur, endlich nachgegeben. Zum Sprengel der Pfarrei Neunaigen gehörten nach Abschluss der Neuorganisation die Orte Neunaigen, Oberndorf, Maierhof, Saltendorf, Schmalhof, Kettnitzmühle und Holzhammer.
Die Drangsale des Dreißigjährigen Krieges trafen auch Neunaigen. Als die Regierung in Amberg am 14. Januar 1639 die unterstellten Ämter aufforderte, die Belegfähigkeit einzelner Orte für Winterquartiere der Soldaten zu melden, wurden für Neunaigen noch 12 vorhandene Haushaltungen berichtet. Über die Verhältnisse am Ende des Dreißigjährigen Krieges gibt ein Bericht vom 6. Februar 1648 Aufschluss. Neunaigen wurde neben Wernberg, Mertenberg und Kemnath als öd und ohne Einwohner bezeichnet.
Entsprechend der allerhöchsten Verordnung vom 13. Mai 1808 zur Bildung von Steuerdistrikten wurde bis 1811 der Steuerbezirk Neunaigen aus den Dörfern Neunaigen und Holzhammer (dieses mit dem Schlösschen des königlichen Oberappelationsrates von Schmid), der Einöde Schmalhof und den königlichen Waldungen Forst, Feisten und Schlott (gehörte dem Regensburger Domkapitel) gebildet. Die Gemeinde umfasste 35 Häuser und 249 Seelen, 200 Morgen Äcker, 200 Morgen Wiesen, 1.150 Morgen Holz, 10 Weiher, 40 Morgen öde Gründe und Wege, 4 Pferde, 36 Ochsen, 30 Kühe, 50 Stück Jungvieh, 46 Schafe und 50 Schweine. Auf Basis des Ediktes zur Bildung der Gemeinden vom 23. Juni 1818 wurde die Ruralgemeinde Neunaigen aus dem Dorf Neunaigen mit 51 Familien, den Weilern Holzhammer (3 Familien), Oberndorf (11 Familien) und Maierhof (9 Familien) gebildet.
Im 20. Jahrhundert kam eine Reihe von Veränderungen: Das Dorf Holzhammer war 1925 von der Pfarrei Kohlberg und das Gut Holzhammer vom Kirchengemeindebezirk Kemnath in den Expositurbezirk Neunaigen umgepfarrt worden. Holzhammer wurde jedoch bereits ab 1946 nach Schnaittenbach im Landkreis Amberg umgegliedert. Bereits vorher war Kettnitzmühle im Jahr 1940 vom Filialbezirk Neunaigen zur Pfarrei Oberköblitz zugeordnet worden. Der zum Expositurbezirk Neunaigen gehörige Teil von Saltendorf wurde 1952 in die Stadtpfarrei Pfreimd eingepfarrt.
Im Zuge der Gebietsreform wurde die Gemeinde Neunaigen am 1. Januar 1972 aufgelöst und in die Verwaltungseinheit nach Oberköblitz eingegliedert. Mit der Gemeinde Oberköblitz ging Neunaigen im neu gebildeten Markt Wernberg-Köblitz auf.
Seit dem Jahr 2001 wurde die Expositur Neunaigen von der Pfarrei Kemnath abgetrennt und der Pfarrei Oberköblitz zugeordnet. Neunaigen behielt weiterhin eine separate Kirchenstiftung.

### Entwicklung
Ortsverzeichnis (1928) auf Basis der Volkszählung vom 16. Juni 1926
| Name                    | Bevölkerung | Wohngebäude |
| ----------------------- | ----------- | ----------- |
| Neunaigen mit Schmalhof | 218         | 37          |
| Maierhof                | 40          | 6           |
| Oberndorf               | 38          | 7           |

Ortsverzeichnis (1991) auf Basis der Volkszählung vom 25. Juni 1987
| Name                    | Bevölkerung | Wohngebäude |
| ----------------------- | ----------- | ----------- |
| Neunaigen mit Schmalhof | 275         | 71          |
| Maierhof                | 41          | 10          |
| Oberndorf               | 22          | 7           |

## Sehenswürdigkeiten und Kultur

### Bodendenkmäler
Im Nordosten von Neunaigen befindet sich eine Siedlung aus vor- und frühgeschichtlicher Zeitstellung oder des frühen Mittelalters (siehe Bodendenkmalnummer / Aktennummer D-3-6438-0016), im Osten ein metallzeitlicher Bestattungsplatz mit ehemals mindestens vier Grabhügeln (siehe Bodendenkmalnummer / Aktennummer D-3-6438-0003). sowie südlich von Neunaigen ein Bestattungsplatz der Hallstatt mit ehemals mindestens zwei Grabhügeln (siehe Bodendenkmalnummer / Aktennummer D-3-6438-0002). In Neunaigen selbst finden sich um und unter der Expositurkirche St. Vitus und Leonhard archäologische Befunde aus der Zeit des Mittelalters und der Neuzeit. Darunter wurden auch Spuren von Vorgängerbauten bzw. älteren Bauphasen (siehe Bodendenkmalnummer / Aktennummer D-3-6438-0075) gefunden.

### Baudenkmäler

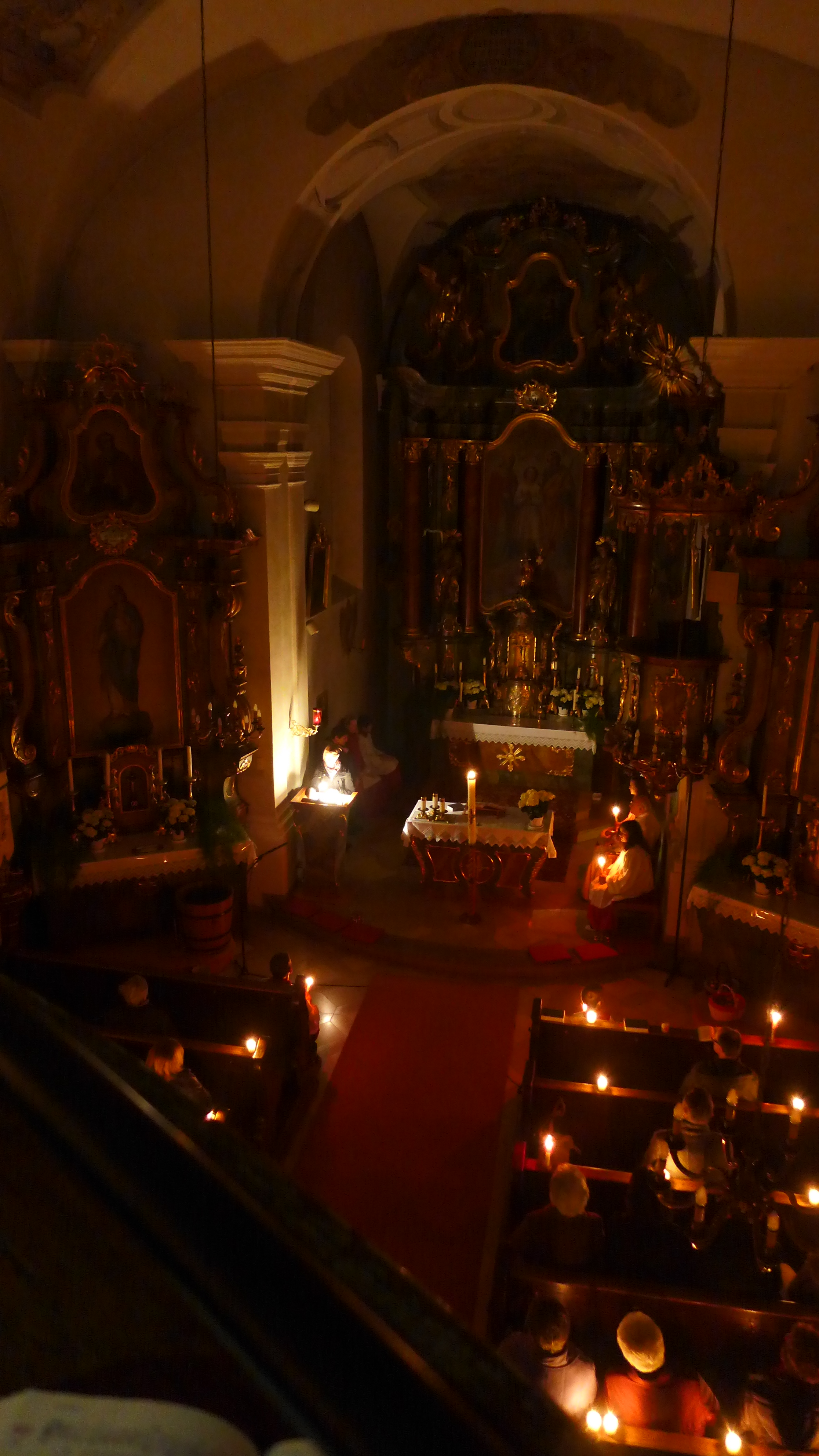
Osternacht in der Expositurkirche St. Vitus und Leonhard (4. April 2015)

Im Zentrum Neunaigens befindet sich in der St.-Vitus-Straße 10 ein Wohnhaus mit erdgeschossigem Mansarddachbau mit Halbwalm, flachbogigem Eingangsportal mit gefasstem Gewände und einem Schlussstein aus dem Ende des 18. Jahrhunderts (siehe Baudenkmalnummer / Aktennummer D-3-76-150-15). Direkt gegenüber befindet sich die Expositurkirche St. Vitus und Leonhard (siehe Baudenkmalnummer / Aktennummer D-3-76-150-14). Es handelt sich dabei um eine gotische Chorturmanlage mit einem Langhaus mit Walmdach, eingezogenem Chor und Vorzeichen. Der Turmaufbau ist durch einen Spitzhelm und eine Gesimsgliederung gekennzeichnet.

### Sport- und Vereinswesen
- Freiwillige Feuerwehr Neunaigen (Gründung 12. August 1879)[36]
- Gartenbauverein Neunaigen
- Katholische Landjugend Neunaigen
- Soldaten- und Reservistenkameradschaft Neunaigen
- Schützenverein Gut Ziel Neunaigen

### Veranstaltungen
Die Freiwillige Feuerwehr Neunaigen veranstaltet zusammen mit der Katholischen Landjugend seit 2007 jeweils im Juni das Dorffest Burning Night. Ebenso organisierte die Freiwillige Feuerwehr Neunaigen einschließlich 2018 zusammen mit der Kaolinkapelle Schnaittenbach am 2. Sonntag im August das sogenannte Waldfest am Hierlberg. Seit 2019 findet es im Dorf selbst als Fest unter den Kastanien statt. Die Organisation des Maibaumschießens wird jedes Jahr in der zweiten Aprilhälfte durch die Mitglieder des Schützenvereins Gut Ziel übernommen.